# Dipoena granulata
Dipoena granulata är en spindelart som först beskrevs av Eugen von Keyserling 1886.  Dipoena granulata ingår i släktet Dipoena och familjen klotspindlar. Inga underarter finns listade i Catalogue of Life.